# Robin James Milroy Franklin

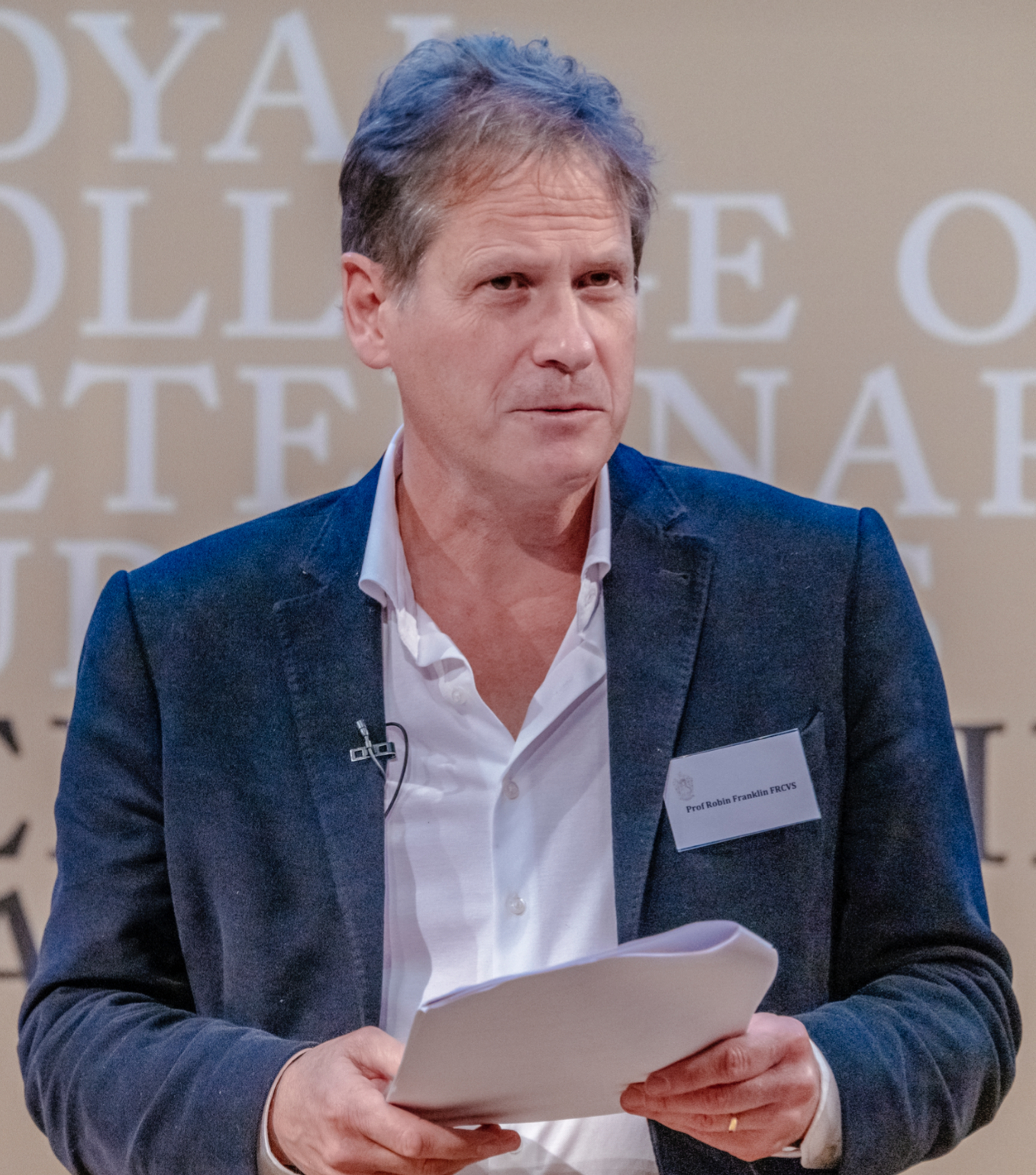

Robin James Milroy Franklin (* 15. August 1962) ist ein britischer Neurowissenschaftler und Stammzellenforscher.
Franklin studierte Physiologie und Veterinärmedizin am University College London und Veterinärmedizin am Royal Veterinary College der Universität London und wurde an der Universität Cambridge in Neurowissenschaften promoviert (Ph.D.). Er war Professor für Neurowissenschaften an der Universität Cambridge in der Abteilung Veterinärmedizin und ab 2014 Professor für Stammzellmedizin am Wellcome Trust-MRC Cambridge Stem Cell Institute.
Ab 1995 war er Fellow des Pembroke College in Cambridge.
Er forscht über Regeneration des zentralen Nervensystems, speziell Wiederherstellung der Myelinschicht an Axonen, die diese durch Verletzungen verloren hatten. Dabei werden in Erwachsenen neuronale Stammzellen aktiviert und Franklin untersucht umweltbedingte und innere Faktoren (transkriptionell, epigenetisch), die die Differentiation dieser Stammzellen in Oligodendrozyten und andere Glia-Zellen steuern. Außerdem untersucht er die Reaktion der neuronalen Stammzellen bei Erwachsenen auf Alterung.
2017 erhielt er den Barancik-Preis. Für 2021 erhielt er den Internationalen König Faisal Preis mit Stephen Strittmatter für ihre Beiträge zur regenerativen Medizin bei neurologischen Erkrankungen. Er ist Fellow der Academy of Medical Sciences. 2022 wurde Franklin in die Royal Society gewählt.

## Schriften (Auswahl)
- mit C. E. McMurran u. a.: The microbiota regulates murine inflammatory responses to toxin-induced CNS demyelination but has minimal impact on remyelination, Proc. Nat. Acad. Sci. USA, Band 15, 2019, 201905787
- mit B. Neumann u. a.: Metformin restores the potential of aged stem cells for remyelination of the central nervous system, Cell Stem Cell, Band 25, 2019, S. 473–485
- mit M. Segel u. a.: Niche stiffness underlies the aging of central nervous system progenitor cells, ” Nature, Band 573, 2019, S. 130–134
- mit Y. Dombrowski u. a.:  Regulatory T cells promote myelin regeneration in the central nervous system, Nature Neuroscience, Band 20, 2017, S. 674–680
- mit A. Guzman de la Fuente u.a: Vitamin D receptor – retinoid X receptor heterodimer signaling regulates oligodendrocyte progenitor cell differentiation, Journal of Cell Biology, Band 211, 2015, S. 975–985
- mit V. E. Miron u. a.:  M2 microglia and macrophages drive oligodendrocyte differentiation during CNS remyelination, Nature Neuroscience, Band 16, 2013, S. 1211–1218
- mit J. M. Ruckh u. a.: Rejuvenation of regeneration in the aging central nervous system, Cell Stem Cell, Band 10, 2012, S. 96–103
- mit S. P. Fancy, D. H. Rowditch u. a.:  Axin2 as regulatory and therapeutic target in newborn brain injury and remyelination, Nature Neuroscience, Band 14, 2011, S. 1009–1016
- mit J. K. Huang u. a.: Retinoid X receptor gamma signaling accelerates CNS remyelination, Nature Neuroscience, Band 14, 2011, S. 45–53
- mit M. Zawadzka u. a.: CNS-resident glial progenitor/stem cells produce Schwann cells as well as oligodendrocytes during repair of CNS demyelination, Cell Stem Cell, Band 6, 2010, S. 578–590
- mit S. P. Fancy, D. H. Rowditch u. a.:  Dysregulation of the Wnt pathway inhibits timely myelination and remyelination in the mammalian CNS, Genes Dev., Band 23, 2009, S. 1571–1585
- mit C. Ffrench-Constant: Remyelination in the CNS: from biology to therapy, Nature Rev. Neuroscience, Band 9, 2008, S. 839–855